# جف ویلیامسون
جف ویلیامسون (انگلیسی: Geoff Williamson؛ ۱۰ ژوئیه ۱۹۲۳ – ۱۷ سپتامبر ۲۰۰۹) ورزشکار روئینگ اهل استرالیا بود.
وی در مسابقات کشوری و بین‌المللی در مجموع برندهٔ ۱ مدال برنز شده‌است.